# 48. ceremonia wręczenia nagród Brytyjskiej Akademii Filmowej
48. ceremonia rozdania nagród Brytyjskiej Akademii Sztuk Filmowych i Telewizyjnych.
Najwięcej statuetek (4) otrzymał film Cztery wesela i pogrzeb.

## Nominacje
Laureaci oznaczeni są wytłuszczeniem

### Najlepszy film
- Duncan Kenworthy, Mike Newell – Cztery wesela i pogrzeb
- Wendy Finerman, Steve Tisch, Steve Starkey, Robert Zemeckis – Forrest Gump
- Lawrence Bender, Quentin Tarantino – Pulp Fiction
- Michael Jacobs, Julian Krainin, Michael Nozik, Robert Redford – Quiz Show

### Najlepszy film zagraniczny
- Fernando Trueba – Belle époque
- Fu-Sheng Chiu, Zhang Yimou – Żyj
- Li-Kong Hsu, Ang Lee – Jedz i pij, mężczyzno i kobieto
- Marin Karmitz, Krzysztof Kieślowski – Trzy kolory. Czerwony

### Najlepszy aktor
- Hugh Grant − Cztery wesela i pogrzeb
- Tom Hanks − Forrest Gump
- Terence Stamp − Priscilla, królowa pustyni
- John Travolta − Pulp Fiction

### Najlepsza aktorka
- Susan Sarandon − Klient
- Linda Fiorentino − Fatalny romans
- Irène Jacob − Trzy kolory. Czerwony
- Uma Thurman − Pulp Fiction

### Najlepszy aktor drugoplanowy
- Samuel L. Jackson − Pulp Fiction
- Simon Callow − Cztery wesela i pogrzeb
- John Hannah − Cztery wesela i pogrzeb
- Paul Scofield − Quiz Show

### Najlepsza aktorka drugoplanowa
- Kristin Scott Thomas − Cztery wesela i pogrzeb
- Charlotte Coleman − Cztery wesela i pogrzeb
- Sally Field − Forrest Gump
- Anjelica Huston − Tajemnica morderstwa na Manhattanie

### Najlepszy scenariusz oryginalny
- Quentin Tarantino, Roger Avary − Pulp Fiction
- Richard Curtis − Cztery wesela i pogrzeb
- Ron Nyswaner − Filadelfia
- Stephan Elliott − Priscilla, królowa pustyni

### Najlepszy scenariusz adaptowany
- Paul Attanasio − Quiz Show
- Amy Tan, Ronald Bass − Klub szczęścia
- Eric Roth − Forrest Gump
- Krzysztof Kieślowski, Krzysztof Piesiewicz − Trzy kolory. Czerwony
- Ronald Harwood − Wersja Browninga

### Najlepsze zdjęcia
- Philippe Rousselot − Wywiad z wampirem
- Don Burgess − Forrest Gump
- Andrzej Sekuła − Pulp Fiction
- Brian J. Breheny − Priscilla, królowa pustyni

### Najlepsze kostiumy
- Lizzy Gardiner, Tim Chappel − Priscilla, królowa pustyni
- Lindy Hemming − Cztery wesela i pogrzeb
- Colleen Atwood − Małe kobietki
- Sandy Powell − Wywiad z wampirem

### Najlepszy dźwięk
- Stephen Hunter Flick, Gregg Landaker, Steve Maslow, Bob Beemer, David MacMillan − Speed: Niebezpieczna prędkość
- Glenn Freemantle, Chris Munro, Robin O’Donoghue − Backbeat
- Terry Porter, Mel Metcalfe, David Hudson, Doc Kane − Król lew
- Stephen Hunter Flick, Ken King, Rick Ash, Dean A. Zupancic − Pulp Fiction

### Najlepszy montaż
- John Wright − Speed: Niebezpieczna prędkość
- Jon Gregory − Cztery wesela i pogrzeb
- Arthur Schmidt − Forrest Gump
- Sally Menke − Pulp Fiction

### Najlepsze efekty specjalne
- Ken Ralston, George Murphy, Stephen Rosenbaum, Doug Chiang, Allen Hall − Forrest Gump
- Scott Squires, Steve „Spaz” Williams, Tom Bertino, Jon Farhat − Maska
- John Bruno, Thomas L. Fisher, Jacques Stroweis, Pat McClung, Jamie Dixon − Prawdziwe kłamstwa
- Boyd Shermis, John Frazier, Ron Brinkmann, Richard E. Hollander − Speed: Niebezpieczna prędkość

### Najlepsza charakteryzacja i fryzury
- Cassie Hanlon, Angela Conte, Strykermeyer − Priscilla, królowa pustyni
- Greg Cannom, Sheryl Ptak − Maska
- Greg Cannom, Ve Neill, Yolanda Toussieng − Pani Doubtfire
- Stan Winston, Michèle Burke, Jan Archibald − Wywiad z wampirem

### Najlepsza scenografia
- Dante Ferretti − Wywiad z wampirem
- Tim Harvey − Frankenstein
- Craig Stearns − Maska
- Owen Paterson i Colin Gibson − Priscilla, królowa pustyni

### Najlepszy brytyjski film – Nagroda im. Alexandra Kordy
- Andrew Macdonald, Danny Boyle – Płytki grób
- Finola Dwyer, Stephen Woolley, Iain Softley – Backbeat
- Nadine Marsh-Edwards, Gurinder Chadha – Bhaji on the Beach
- George Faber, Josephine Ward, Antonia Bird – Ksiądz

### Najlepszy reżyser – Nagroda im. Davida Leana
- Mike Newell − Cztery wesela i pogrzeb
- Krzysztof Kieślowski − Trzy kolory. Czerwony
- Quentin Tarantino − Pulp Fiction
- Robert Zemeckis − Forrest Gump

### Najlepsza muzyka – Nagroda im. Anthony’ego Asquita
- Don Was − Backbeat
- Richard Rodney Bennett − Cztery wesela i pogrzeb
- Guy Gross − Priscilla, królowa pustyni
- Hans Zimmer − Król lew

## Podsumowanie
Laureaci

Nagroda / Nominacja
- 4 / 11 – Cztery wesela i pogrzeb
- 2 / 3 – Speed: Niebezpieczna prędkość
- 2 / 4 – Wywiad z wampirem
- 2 / 7 – Priscilla, królowa pustyni
- 2 / 9 – Pulp Fiction
- 1 / 3 – Quiz Show
- 1 / 3 – Backbeat
- 1 / 8 – Forrest Gump

Przegrani
- 0 / 2 – Król lew
- 0 / 3 – Maska
- 0 / 4 – Trzy kolory. Czerwony